# آندره دژ
آندره دژ (انگلیسی: André Dej؛ زادهٔ ۶ فوریهٔ ۱۹۹۲) بازیکن فوتبال اهل لهستان است.
از باشگاه‌هایی که در آن بازی کرده‌است می‌توان به اشپورت فقاند زیگن اشاره کرد.
وی همچنین در تیم‌های ملی فوتبال Poland national under-18 football team و Poland national under-19 football team بازی کرده‌است.